# Giovanni Battista Volpato
Giovanni Battista Volpato (Bassano del Grappa, 7 marzo 1633 – Bassano del Grappa, 7 aprile 1706) è stato un pittore e critico d'arte italiano.
Per la cappella del Santissimo della cattedrale di Feltre dipinse dei teleri con l'Adorazione dei pastori, l'Adorazione dei Magi, l'Annunciazione, il Padre eterno e l'Ultima Cena. Nel 1685 fu condannato in contumacia per aver sottratto e sostituito con delle copie, da lui realizzate, due tele di Jacopo Bassano custodite nelle chiese feltrine di Tomo e di Rasai.